# Сафонов, Степан Степанович
Степа́н Степа́нович Сафо́нов (19 декабря 1926 — 20 января 1943) — подпольщик Великой Отечественной войны, участник антифашистской организации «Молодая Гвардия», член группы Сергея Тюленина.

## Биография
Степан Сафонов родился 19 декабря 1926 года в городе Каменске Северо-Кавказского края (ныне Ростовской области) в семье служащего.
После прихода в июле 1942 года немецких оккупантов в Краснодон Степан Сафонов вступил в подпольную комсомольскую организацию «Молодая гвардия».
По заданию штаба организовал подпольную молодёжную группу в селе Шеверёвка, принимал активное участие во многих боевых[каких?] операциях «Молодой гвардии».
Похоронен на Рыгинском кладбище в городе Каменске-Шахтинском с воинскими почестями, впоследствии перезахоронен там же на площади Труда.

## Память
Один из переулков Каменска-Шахтинского (бывший Нольный) в 1973 году (в связи с 30-й годовщиной освобождения города от немецко-фашистских захватчиков) назван именем Степана Сафонова.

## Награды
Посмертно награждён орденом Отечественной войны 1-й степени и медалью «Партизану Отечественной войны» 1-й степени.